# نشان‌های سازمان صلیب سرخ جهانی و جنبش هلال احمر

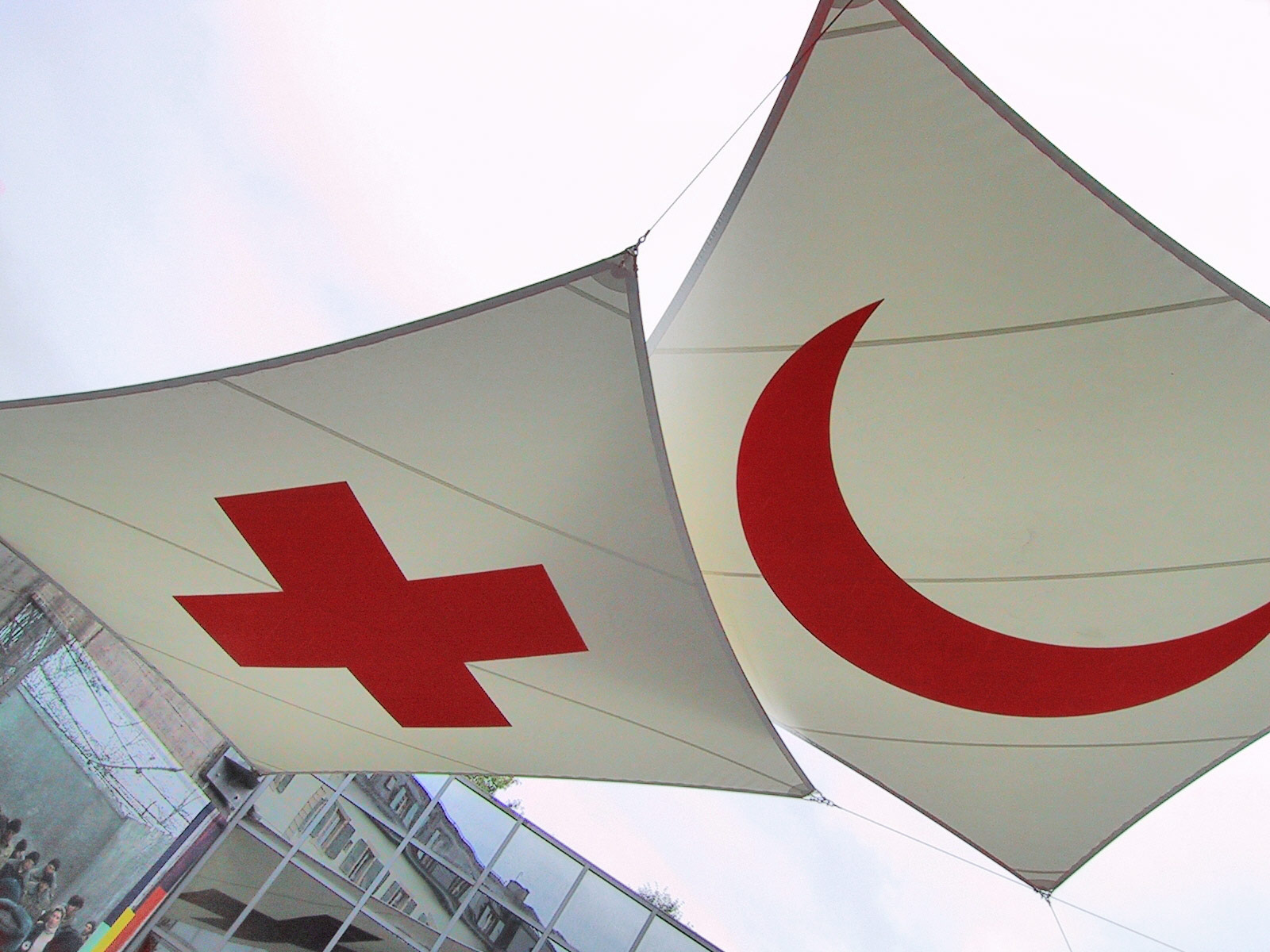
نماد جنبش هلال احمر و صلیب سرخ جهانی در موزه صلیب سرخ و هلال احمر جهانی در ژنو. نماد کریستال سرخ به تازگی به آن‌ها اضافه شده‌است.

نشان کمیته بین‌المللی صلیب سرخ (به فرانسوی: Comité international de la croix rouge)

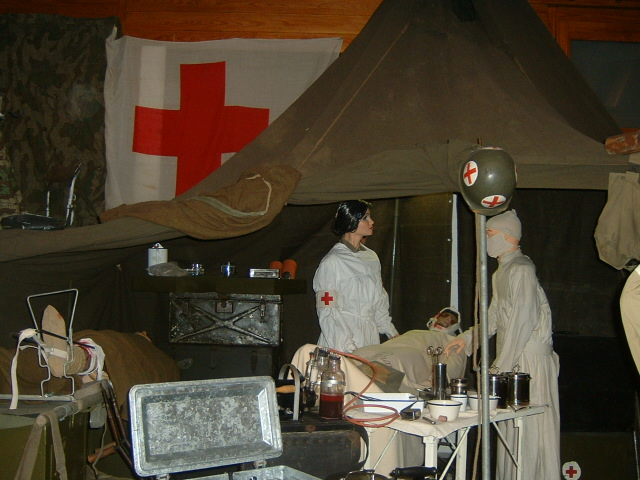
پرسنل پزشکی در طول درگیری‌های مسلحانه زیر نظر نماد «افراد محافظت شده» مشغول خدمت رسانی هستند. حمله به مناطقی که با نمادهای این سازمان مشخص شده‌اند جنایت جنگی محسوب می‌شود.

نشان‌های نهضت بین‌المللی صلیب سرخ و هلال احمر تحت کنوانسیون ژنو هستند که بر روی در وسایل نقلیه و ساختمان‌ها و غیره توسط پزشکان و سایر افرادی که اقدامات بشر دوستانه انجام می‌دهند نصب می‌شود تا شناسایی شود و از حملات نظامی در امان بماند. چهار نمادی که هم‌اکنون به رسمیت شناخته می‌شوند عبارتند از صلیب سرخ، هلال احمر، کریستال سرخ و شیر و خورشید سرخ (گرچه به رسمیت شناخته می‌شود اما فعلاً از آن استفاده نمی‌شود)
همچنین اختلافاتی در پذیرش ستاره سرخ داوود (MDA) به نمایندگی از جامعه امداد و نجات ملی اسرائیل وجود داشت که در پاسخ به آن کریستال سرخ برای تمام کشورهایی که نمادهای قبلی را نمی‌پذیرفتند به وجود آمد.

## صلیب سرخ

نماد صلیب سرخ

نشان صلیب سرخ یک سال بعد از تأسیس کمیته بین‌المللی صلیب سرخ در شهر ژنو در سال ۱۸۶۴ به تصویب رسید.
به احترام هنری دونانت  بنیان‌گذار کمیته جهانی که یک تاجر سوییسی بود، طرح این نشان از برگردان رنگ پرچم سویس گرفته شده‌است.
پس از آن در کنفرانس ژنو در سال ۱۹۰۶، تأکید شد که این نشان بدون هیچ وابستگی مذهبی و با تغییر رنگ نشان ملی و پرچم سوییس طراحی و درست شده‌است و به عنوان نشان رسمی  سازمان تصویب شد.
 ایده یونیفرم‌های حفاظتی با نماد مخصوص به همان خوبی طراحی شد که دکتر لوئیس آپیا، جراح سوئیسی و پزشک سوئیسی هانری دوفور به عنوان مؤسسان کمیته بین‌المللی در نظر داشتند.

## هلال احمر

نماد هلال احمر

در سال ۱۸۷۶، دولت عثمانی، به‌جای نشان صلیب سرخ که معکوس پرچم کشور سوئیس بود، از معکوس پرچم خود یعنی علامت هلال سرخ در زمینه سفید استفاده کرد. بعدها بسیاری از کشورهای اسلامی، هلال را به عنوان نشان جمعیت ملی امداد و نجات خود به کار بردند. کشورهای اسلامی به عربی آن را هلال احمر می‌نامند.

## کریستال سرخ

سومین علامت پروتکل با عنوان کریستال سرخ شناخته می‌شود.

اسرائیل از سال ۱۹۴۹ درخواست به تصویب رساندن نشان ستاره سرخ داود را کرده بود. اما صلیب سرخ به این دلیل که اگر چنین نشانی (و نشان‌های دیگر مذاهب) را بپذیرند پایانی برای آن‌ها نخواهد بود و باید ده‌ها و صدها نشان را به تصویب برسانند با آن موافقت نکرد.
صلیب سرخ در سال ۲۰۰۵ نشانی نو به نام کریستال سرخ که از هیچ مذهبی اشتقاق نشده‌است را برای اسرائیل به تصویب رساند. این نشان یک قاب مربع شکل (شکلی برای الماس) سرخ رنگ بر زمینه‌ای سفیدرنگ است.

## نماد شیر و خورشید سرخ

نماد شیر و خورشید سرخ

در اواخر دورهٔ قاجاریه، هم‌زمان با تصویب هلال احمر برای دولت عثمانی که با میانجیگری دیپلمات وقت ایران - ممتاز السلطنه -صورت گرفت، دولت ایران موفق به رسمی ساختن نشان ویژه خود یعنی شیر و خورشید سرخ شد. پس از انقلاب ۵۷، در سال ۵۹ دولت وقت ایران با تأکید بر حفظ نشان ویژه خود، استفاده از ان را به تعلیق در اورد و خواستار استفاده از هلال احمر شد. بنا به تصویب کمیته بین‌المللی صلیب سرخ در سال ۱۹۲۹، نشان شیر و خورشید سرخ همواره رسمی است و مطابق با درخواست دولت ایران اجازه استفاده از داده خواهد شد. 
شایان ذکر است دولت ایالات متحده و اسراییل در چند سال اخیر در پی تلاش برای کسب نشان ستارهٔ سرخ داوود، خواستار جایگزینی آن با نشان شیر و خورشید سرخ بودند؛ که کمیتهٔ جهانی صلیب سرخ با رد این درخواست، بر حفظ این نشان تأکید ورزید.

## نگارخانه

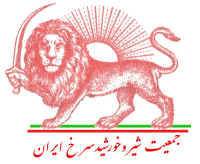
طرحی دیگر از پرچم شیر و خورشید سرخ ایران
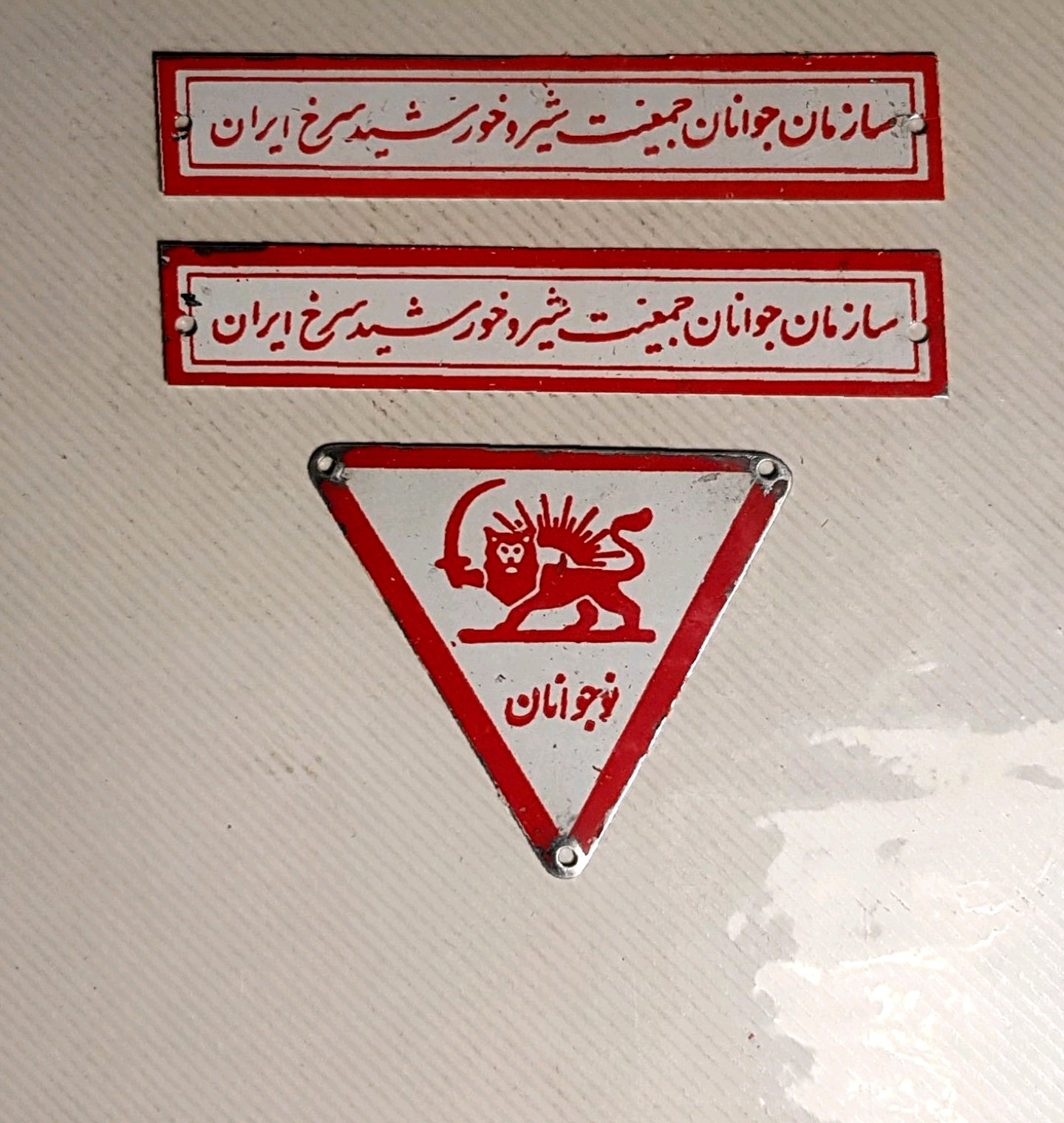
دو نمونه پلاک از سازمان جوانان شیر و خورشید سرخ ایران
نماد ستاره سرخ داوود برای استفاده در اسرائیل
نماد ستاره سرخ داوود برای استفاده در اتفاقات خارج از اسرائیل
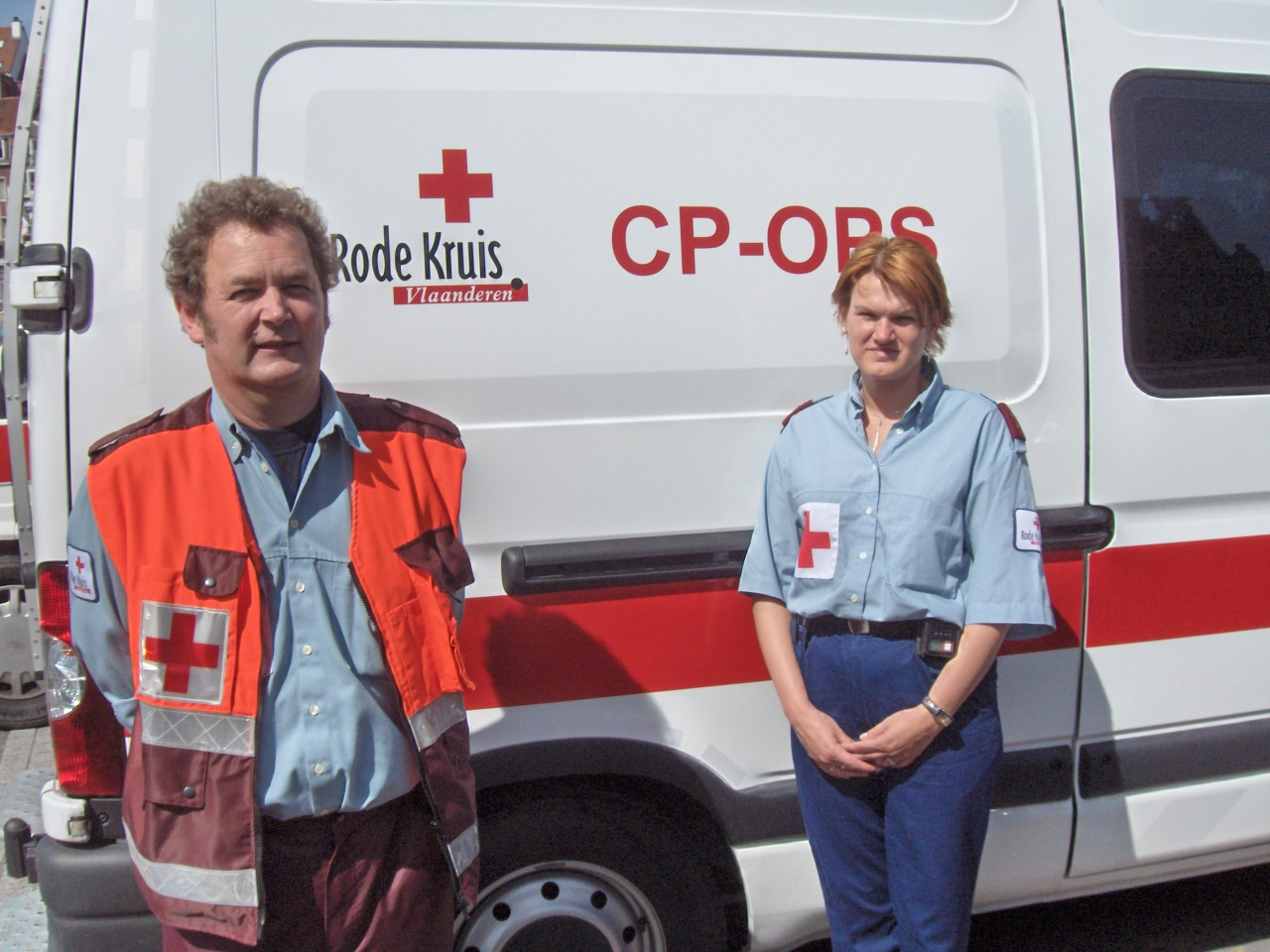
داوطلبان صلیب سرخ بلژیک